# Leisure Suit Larry: Love for Sail!
Leisure Suit Larry: Love for Sail! is een computerspel ontwikkeld en uitgegeven door Sierra On-Line voor MS-DOS en Windows. Het point-and-click avonturenspel is uitgekomen in de VS op 26 november 1996 en in Europa op 31 oktober 1996.
Het spel is het zesde spel in de Leisure Suit Larry-serie en volgt de verhaallijn na LSL6: Shape Up or Slip Out!. Het is het tweede Larry-spel dat op cd-rom verscheen en bevat volledig gesproken dialogen en stemmen.

## Verhaal
Nadat Larry in het vorige spel is gedumpt, besluit hij om te vertrekken aan boord van een cruiseschip. Larry doet een poging om de wedstrijd te winnen die is uitgeschreven door kapitein Thygh, een knappe blondine. De hoofdprijs is een gratis week op het schip én een verblijf in de privéhut van de kapitein. De deelnemers moeten alleen een serie spellen zien te winnen op het schip.
Larry probeert al het mogelijke te doen om hier en daar wat vals te spelen, zodat hij de wedstrijd kan winnen. Hier en daar wint Larry enkele evenementen, niet eens door vals te spelen, maar door toedoen van zijn onbedoelde acties.
Aan het eind van het spel wint Larry de wedstrijd en hij eindigt in de hut van de kapitein, waar ze mogelijk in bed belanden nadat Thygh opgewonden raakt van de olieaandelen die ze van Larry ontvangt.

## Cybersniff 2000
LSL7 had als extraatje het Cybersniff 2000™-systeem. Op diverse locaties binnen het spel kwam er een cijfer in beeld. Als de speler met zijn nagel over het genummerde vakje op de bijgeleverde kraskaart ging, rook hij een geur die bij de situatie hoorde, zoals zonnebrand bij het zwembad, oliegeur in de cabine, of een scheetlucht na het eten van de bonenschotel.

## Ontvangst
Het spel ontving gemengde recensies. Men prees de sterke momenten in het spel die fans van de serie konden waarderen. Ook waren er positieve recensies over het spelniveau en de hints. Kritiek was er op de puzzels, de platvloerse humor, en op het gebrek aan vernieuwende elementen in de serie.
In Duitse recensies was men positief over de puzzels, achtergrondmuziek en gebruikersinterface. Kritiek werd gegeven op de verouderde visuele elementen, korte speelduur en de Engelse woordspelingen, die verloren gingen in de vertaling.
Volgens een interview met Al Lowe in 2006 was het spel inmiddels 750.000 keer verkocht.

## Varia
- In het spel dragen de vrouwelijke passagiers namen die verbasterde versies zijn van onder meer Drew Barrymore, Demi Moore, Jamie Lee Curtis en Annette Bening.
- Het spel bevat ook verschillende easter eggs, waarmee eenmaal ontdekt, de dames naakt worden getoond.
- Het zoekspel "Waar is Dildo?" is gebaseerd op het kinderboek "Waar is Wally?"